# メインライン・プロテスタント
メインライン・プロテスタント（主流派プロテスタント教会、英: Mainline Protestant）は、アメリカ合衆国のプロテスタントのうち穏健主義者と自由主義神学の混合の教派である。

## 特徴
メインライン教会の特徴は中庸である。彼らの神学は一般的に聖書高等批評学の手法と多数派の文化の影響を意識的あるいは無意識的に受けている。メインラインの教職者と教会員はだいたいにおいてポリティカル・コレクトネスな聖書翻訳を好んでいる。彼らは新しい思想と社会の変化を受け入れる傾向がある。これによって彼らは福音派の教会よりも左の立場となる。彼らはいっそう女性の教職者、牧師を認める。メインラインは同性愛者、両性愛者、性転換者に対して、ローマ・カトリックや保守的なプロテスタントほど教理的ではない。なおメインライン教会の戦争への態度については一致していない。アメリカ合衆国においてはどの教派も従軍牧師を米軍に派遣する。また一部以外は歴史的平和教会に属さない。メインライン教会が属する組織は世界教会協議会、日本キリスト教協議会である。

## 教派
| 主流派                               | 主流派 | 主流派 | 主流派 | 主流派 |
| ------------------------------------ | ------ | ------ | ------ | ------ |
| 年                                   |        |        |        | 人数   |
| 1953年                               | 1953年 |        | 10,000 | 10,000 |
| 1968年                               | 1968年 |        | 10,000 | 10,000 |
| 1980年                               | 1980年 |        | 6,000  | 6,000  |
| 海外伝道師の推移（出典『タイム』誌） |        |        |        |        |

米国メインラインの大きな教団はしばしば「アメリカプロテスタントの7姉妹」Seven Sisters of American Protestantismと呼ばれる。メインラインの語は William Hutchisonによる造語であり、特に1900年から1960年にかけてのリベラルなグループについて言及されるときに使われる。
主要な教派
- 合同メソジスト教会（英語版） [5]
- アメリカ福音ルター派教会 [5]
- 長老派教会 (USA)（英語版）[6]
- 米国聖公会 [5]
- 米国バプテスト同盟 [5]
- キリスト連合教会[5]
- クリスチャン・チャーチ(ディサイプルス・オブ・クライスト)

| 福音派                               | 福音派 | 福音派 | 福音派  | 福音派  |
| ------------------------------------ | ------ | ------ | ------- | ------- |
| 年                                   |        |        |         | 人数    |
| 1953年                               | 1953年 |        | 9,000   | 9,000   |
| 1968年                               | 1968年 |        | 230,000 | 230,000 |
| 1980年                               | 1980年 |        | 300,000 | 300,000 |
| 海外伝道師の推移（出典『タイム』誌） |        |        |         |         |

ところで、1960年代のアメリカ社会のリベラル化に反発し、主流派とカトリック教会は最も影響を受け、政治や社会問題に対して聖職者と教会員との間に対立が生じ衰退した。一方で福音派は教会員数が増加したという。主流派と福音派の聖職者と教会員数の推移は、海外伝道師の推移からももとめられるという。したがって、1970年代の時点で米国の人口の30%が信徒という状況で名実ともにメインラインであったが、2009年の調査では15%に低下し、呼称と実態のかい離が進んでいる。従来のメインライン・プロテスタントが数を減らしているのに対して、福音派のほうが勢力を伸ばしている。

## 日本
日本でこの立場を代表するのは日本基督教団であり、比較的古い組織の総称をもって主流派とする。エキュメニカル派とも呼ばれる。
日本のプロテスタント、特に日本基督教団の母教会はアメリカであるといわれるほど、日本のプロテスタントはアメリカとの結びつきが歴史的に強かった。
自由主義神学への反動としてキリスト教根本主義が発生・認知され、ペンテコステ運動が勃興した後に「それ以外の、名称にできる顕著な特徴を持たないが、昔から存在するプロテスタント教会の立場」を表すために考案された用語であり、大意として組織的に「古い伝統と信頼を持つ」程度の意味である。「流（line）」は組織の歴史的継承を意識しており「現在数において勝る」の意ではない。
日本のプロテスタントにおいては、2007年現在 主流派が数の上でも主流だが、成長率は福音派の方が高い。また、礼拝に出席するクリスチャン実数では、福音派の方が上回っている。
日本のプロテスタントでは自由主義神学（リベラリズム）に立つリベラル派がmainline（主流派）を自称して、教会を支配していると福音派から指摘される。